# آنترانوکوآکی
آنترانوکوآکی (انگلیسی: Antranokoaky) روستایی در غرب ماداگاسکار است. این منطقهٔ مسکونی متعلق به بخش مورافنوبه است که در منطقهٔ ملاکی واقع شده‌است.